# Harjowinangun (Japah)
Harjowinangun is een bestuurslaag in het regentschap Blora van de provincie Midden-Java, Indonesië. Harjowinangun telt 1151 inwoners (volkstelling 2010).